# 河东街道 (抚顺市)
河东街道，是中华人民共和国辽宁省抚顺市顺城区下辖的一个乡镇级行政单位。

## 行政区划
河东街道下辖以下地区：
弘升社区、东方社区、泽麟社区、顺新社区、顺福社区和机电社区。